# Katharina Windscheid

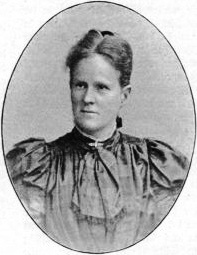
Käthe Windscheid

Katharina Charlotte Friederieke Auguste Windscheid (meist Käthe Windscheid; * 28. August 1859 in München; † 11. März 1943 in Leipzig) war eine deutsche Lehrerin. Sie war die erste promovierte Frau der Universität Heidelberg und eine Wegbereiterin für das Frauenstudium in Deutschland.

## Leben

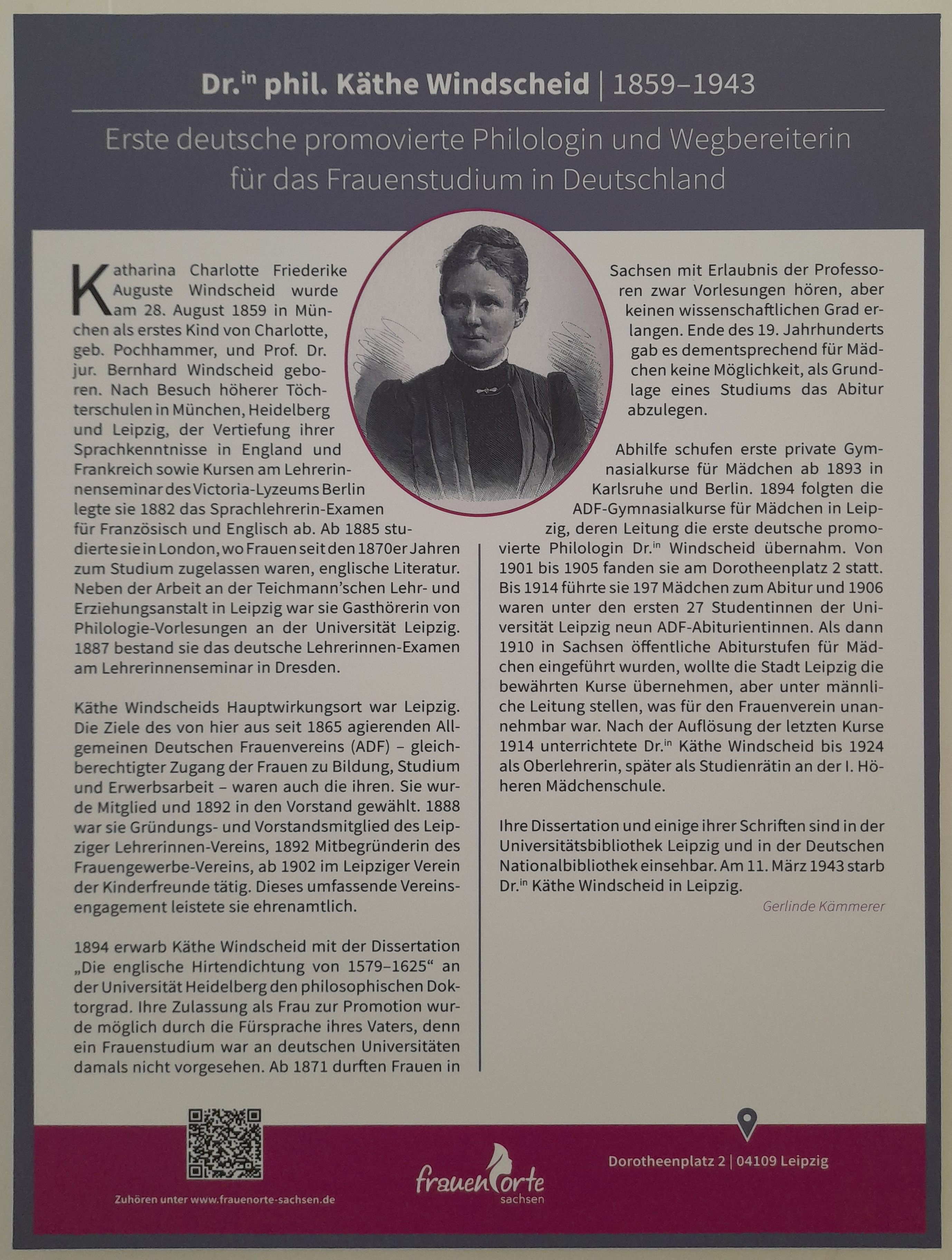
Ausstellung Frauenorte Sachsen, Käthe Windscheid (Leipzig)

Katharina Windscheid war die Tochter des bedeutenden früheren Heidelberger und Leipziger Juristen und Rechtslehrers Bernhard Windscheid. Ihre Mutter war Charlotte Windscheid (1830–1918), die in Leipzig jahrzehntelang verschiedene soziale und künstlerische Projekte und Vereine initiierte und leitete. Sie besuchte höhere Töchterschulen in München, Heidelberg und ab 1874 in Leipzig und legte nach Auslandsaufenthalten in Genf und London 1882 in Berlin das Sprachlehrerinnenexamen ab. Von 1885 bis 1890 arbeitete Windscheid an der Teichmannschen Privatschule in Leipzig und erwarb 1890 in Dresden den Abschluss einer Volksschullehrerin.
Windscheid studierte als Gasthörerin an den Universitäten in Leipzig, München und Heidelberg von  1890 bis 1894 Germanistik, Romanistik und Anglistik. Die Philosophische Fakultät der Universität Heidelberg ließ Frauen ab 1895 widerruflich zu Studium und Promotion zu, noch bevor die gesamte Universität oder das Großherzogtum Baden dies erlaubten. Am 16. Februar 1895 wurde sie in Heidelberg zum Dr. phil. mit der Dissertation Die englische Hirtendichtung 1679–1725 promoviert, und wurde damit die erste Frau an einer deutschen Universität, die regulär promoviert wurde.
Anschließend leitete Windscheid bis 1914 die Gymnasialkurse des Allgemeine Deutsche Frauenverein (ADF) in Leipzig. Der 1865 durch Louise Otto-Peters und Auguste Schmidt in Leipzig gegründete  setzte sich unter anderem für ein Hochschulstudium für Frauen ein. Eine unabdingbare Voraussetzung für die Zulassung dazu war das Abitur für Frauen. Deshalb gründete der ADF nach Karlsruhe (1893) und Berlin (1893) 1894 auch in Leipzig „Realgymnasialkurse für Mädchen“. In der Leipziger Parkstraße 11 (heute Richard-Wagner-Straße) unterrichtete sie am Anfang im ehemaligen Studierzimmer ihres Vaters die ersten zehn Schülerinnen. Als bereits ein Jahr später die Räumlichkeiten nicht ausreichten, führte sie die Kurse am Thomasring 3a (heute Dittrichring) durch. Von 1901 bis 1905 fanden die Gymnasialkurse im Haus Dorotheenplatz 2 statt.
Nach ihrer Tätigkeit für den ADF wurde Katharina Windscheid 1914 als Lehrerin an der II. Höheren Mädchenschule (Oberrealschule) in Leipzig zugelassen, wiewohl sie das eigentlich nötige Staatsexamen (Kandidatur des höheren Schulamtes) nicht vorweisen konnte. Windscheid war bis 1924 als Lehrerin tätig. Sie gehörte zum Vorstand des Verbands deutscher Geschichtslehrer seit seiner Gründung 1913 bis 1924.
Käthe Windscheids Asche wurde im Grab ihres Vaters auf dem Neuen Johannisfriedhof beigesetzt.

## Werke
- Die Englische Hirtendichtung von 1579–1625. Ein Beitrag zur Geschichte der Englischen Hirtendichtung. Max Niemeyer, Halle 1895. (erweiterte Version von Windscheids Dissertation)
- Die wissenschaftliche Prüfung der Lehrerinnen (Oberlehrerinnenexamen). In: Handbuch des Höheren Mädchenschulwesens. Voigtländer, Leipzig 1897, S. 392–400.
- Das Gymnasialwesen für Mädchen. In: Handbuch des Höheren Mädchenschulwesens. Voigtländer, Leipzig 1897, S. 401–412.
- Auswahl englischer Gedichte. Wordsworth, Shelley, Keats. Mit Einleitung und Anmerkungen zum Schulgebrauch von Käthe Windscheid. Velhagen & Klasing, Bielefeld / Leipzig 1925.
- Poems. Lord Byron. Ausgewählt und herausgegeben von Käthe Windscheid. G. Westermann, Braunschweig 1929.